# Зац Мойсей Борисович
Мойсе́й Бори́сович Зац (*5 січня 1904, Одеса — †1942) — український сценарист.
Народився 5 січня 1904 р. в Одесі. З 1922 р. друкувався у виданнях «Безбожник», «Шквал». В 1935 р. переїхав до Москви.
Загинув під час оборони Севастополя в 1942 р.

## Фільмографія
Автор сценаріїв українських фільмів:
- «Свіжий вітер» (1927, у співавт. з С. Аром),
- «Сумка дипкур'єра» (1927, у співавт. з Б. Шаранським),
- «Земля кличе» (1928, у співавт. з Б.Шаранським),
- «Напередодні» (1928, у співавт. з Г.Гричером-Чериковером),
- «Нічний візник» (1929),
- «Охоронець музею» (1930),
- «Приймак» (1931),
- «Солоні хлопці» (1931),
- «Зореносці» (1931, у співавт. з С. Уейтингом-Радзинським),
- «Мокра пристань» (1932 у співавт.),
- «Страта» (1934),
- «Дивний сад» (1935).